# Santa Elena (Tambogrande)
Santa Elena es un caserío peruano ubicado en el distrito de Tambogrande, perteneciente a la provincia y departamento de Piura, al norte del Perú. 

## Ubicación
Santa Elena se ubica al norte de la provincia de Piura, en el distrito de Tambogrande, en el departamento de Piura.

## Demografía
En 2017 Santa Elena tenía una población de 314 habitantes.